# Biathlon ai X Giochi paralimpici invernali
Le gare di biathlon ai X Giochi paralimpici invernali di Vancouver si sono svolte il 13 e 17 marzo 2010 al Whistler Olympic Park.

## Calendario
| Uomini |  | 2,4 km ins. seduti 3 km ins. in piedi 3 km ins. ipo e non vedenti |  |  |  | 12,5 km seduti 12,5 km in piedi 12,5 km ipo e non vedenti |  |  |  |  | 6  |
| Donne  |  | 2,4 km ins. seduti 3 km ins. in piedi 3 km ins. ipo e non vedenti |  |  |  | 10 km seduti 12,5 km in piedi 12,5 km ipo e non vedenti   |  |  |  |  | 6  |
| Totale |  | 6                                                                 |  |  |  | 6                                                         |  |  |  |  | 12 |

## Categorie
Ognuna delle gare del biathlon classico è composta da tre tipi di competizioni:
- ipo e non vedenti (visually impaired, secondo la frequente espressione in inglese): tre categorie, da B1 (totalmente non vedenti) a B3 (parziale visibilità), che al poligono usano un fucile ad aria compressa dotato di un sistema elettro-acustico;
- in piedi (standing): nove categorie, da LW1 a LW9 (a seconda del tipo di amputazione);
- seduti (sitting): tre categorie, da LW10 ad LW12 (con paraplegia a gravità decrescente).

Viene comunque stilata un'unica classifica, ma i tempi dei singoli concorrenti vengono compensati applicando la cosiddetta "formula di compensazione del tempo" (adjusted time formula).

## Podi

### Uomini
| Evento                 | Oro                 | Tempo    | Argento              | Tempo    | Bronzo               | Tempo    |
| Inseguimento           |                     |          |                      |          |                      |          |
| 3 km in piedi          | Kirill Michajlov    | 10'32"02 | Nils Erik Ulset      | 10'51"03 | Hryhoriy Vovčyns'kyj | 10'58"09 |
| 2,4 km seduti          | Irek Zaripov        | 9'51"1   | Jurij Kostjuk        | 10'38"09 | Andy Soule           | 10'53"01 |
| 3 km ipo e non vedenti | Vitalij Luk'janenko | 10'52"03 | Nikolaj Poluchin     | 11'09"02 | Vasilij Šapcjaboj    | 11'16"00 |
| 12,5 km                |                     |          |                      |          |                      |          |
| In piedi               | Nils Erik Ulset     | 38'29"4  | Hryhoriy Vovčyns'kyj | 39'28"5  | Josef Giesen         | 41'25"0  |
| Seduti                 | Irek Zaripov        | 42'22"4  | Vladimir Kiselëv     | 42'29"9  | Roman Petuškov       | 43'11"0  |
| Ipo e non vedenti      | Wilhelm Brem        | 38'28"6  | Nikolaj Poluchin     | 38'32"7  | Vitalij Luk'janenko  | 38'55"5  |

### Donne
| Evento                 | Oro                 | Tempo    | Argento           | Tempo    | Bronzo            | Tempo    |
| Inseguimento           |                     |          |                   |          |                   |          |
| 3 km in piedi          | Anna Burmistrova    | 11'24"01 | Maija Loytynoja   | 12'59"08 | Alena Gorbunova   | 13'25"01 |
| 2,4 km seduti          | Olena Jurkovska     | 9'55"05  | Marija Iovleva    | 10'12"06 | Ljudmyla Pavlenko | 10'20"07 |
| 3 km ipo e non vedenti | Verena Bentele      | 12'51"08 | Ljubov' Vasil'eva | 13'23"04 | Michalina Lisova  | 13'40"08 |
| 10 km                  |                     |          |                   |          |                   |          |
| Seduti                 | Marija Iovleva      | 38'46"6  | Olena Jurkovska   | 39'07"8  | Andrea Eskau      | 39'54"2  |
| 12,5 km                |                     |          |                   |          |                   |          |
| In piedi               | Oleksandra Kononova | 46'01"4  | Anna Burmistrova  | 48'04"0  | Julija Batenkova  | 48'22"5  |
| Ipo e non vedenti      | Verena Bentele      | 43'57"3  | Ljubov' Vasil'eva | 46'59"4  | Michalina Lisova  | 47'59"1  |

## Medagliere
| Posizione | Paese       |   |   |   | Totale |
| --------- | ----------- | - | - | - | ------ |
| 1         | Russia      | 5 | 7 | 4 | 16     |
| 2         | Ucraina     | 3 | 3 | 4 | 10     |
| 3         | Germania    | 3 | 0 | 2 | 5      |
| 4         | Norvegia    | 1 | 1 | 0 | 2      |
| 5         | Finlandia   | 0 | 1 | 0 | 1      |
| 6         | Bielorussia | 0 | 0 | 1 | 1      |
| 6         | Stati Uniti | 0 | 0 | 1 | 1      |